# Новоалександровка (Акбулацький район)
Новоалекса́ндровка (рос. Новоалександровка) — селище у складі Акбулацького району Оренбурзької області, Росія.

## Населення
Населення — 94 особи (2010; 130 у 2002).
Національний склад (станом на 2002 рік):
- росіяни — 78 %